# Original Pirate Material
Albums de The Streets
All Got Our Runnins (EP)
(2003)
Original Pirate Material est le premier album studio du rappeur britannique Mike Skinner, mieux connu sous son nom de scène, The Streets. L'album sort le 25 mars 2002 au Royaume-Uni.
L'album a d'abord atteint la 12e place des charts britanniques en 2002, puis la 10e en 2004 après la sortie du second album de The Streets, A Grand Don't Come for Free. En Australie, Original Pirate Material se classe 57e.
En mars 2003, NME classe l'album 46e dans leur classement des "100 meilleurs album de tous les temps". Il le classe, par la suite 9e d'un autre classement, les "100 meilleurs album de la décennie".
Observer Music Monthly le classe comme meilleur album des années 2000.
Simon Reynolds place également l'album dans ses préférés des années 2000.
Pitchfork le classe 10e des 100 meilleurs albums entre 2000-2004.
puis 36e des meilleurs albums entre 2000-2009.
Au Royaume-Uni, cinq singles font la promotion de Original Pirate Material.
L'album s'est vendu à un million d'exemplaires dans le monde.

## L'album

### Liste des pistes
| No  | Titre                                                 | Durée |
| --- | ----------------------------------------------------- | ----- |
| 1.  | Turn the Page                                         | 3:15  |
| 2.  | Has It Come to This?                                  | 4:04  |
| 3.  | Let's Push Things Forward(featuring Kevin Mark Trail) | 3:51  |
| 4.  | Sharp Darts                                           | 1:33  |
| 5.  | Same Old Thing(featuring Kevin Mark Trail)            | 3:22  |
| 6.  | Geezers Need Excitement                               | 3:46  |
| 7.  | It's Too Late                                         | 4:11  |
| 8.  | Too Much Brandy                                       | 3:02  |
| 9.  | Don't Mug Yourself                                    | 2:39  |
| 10. | Who Got the Funk?                                     | 1:50  |
| 11. | The Irony of It All                                   | 3:30  |
| 12. | Weak Become Heroes                                    | 5:33  |
| 13. | Who Dares Wins                                        | 0:34  |
| 14. | Stay Positive                                         | 6:18  |

### Les singles
Cinq singles sont issus de l'album
- Has It Come to This?
- Let's Push Things Forward
- Weak Become Heroes
- Don't Mug Yourself
- The Irony of It All

### L’artwork
L'image de la pochette de l'album Original Pirate Material est prise par le photographe allemand Rut Blees Luxemburg aussi appelé Towering Inferno. Elle représente la façade d'un immeuble de nuit, Kestrel House sur City Road à Londres.

## Certifications
| Pays              | Certification | Unités certifiées |
| ----------------- | ------------- | ----------------- |
| Royaume-Uni (BPI) | 2 × Platine   | 600 000           |